# Denise Bronzetti
Denise Bronzetti (ur. 12 grudnia 1972 w San Marino) – sanmaryńska polityk, deputowana do Wielkiej Rady Generalnej od 2006, kapitan regent od 1 października 2012 do 1 kwietnia 2013 oraz od 1 kwietnia 2025.

## Życiorys
Denise Bronzetti urodziła się w 1972. W wieku 15 lat wstąpiła do organizacji młodzieżowej ówczesnej Socjalistycznej Partii San Marino (PSS). W latach 1998–2002 pracowała jako urzędnik w parlamentarnej Komisji ds. Równouprawnienia. Jednocześnie od 1999 do 2002 wchodziła w skład zarządu sanmaryńskiego związku zawodowego, Confederazione Sammarinese del Lavoro (CSdL). W latach 2002–2003 pracowała w Sekretariacie Sprawiedliwości.
Od marca 2003 do grudnia 2007 wchodziła w skład sekretariatu politycznego PSS, która w 2005 przekształciła się w Partię Socjalistów i Demokratów (PSD). W lipcu 2009 objęła stanowisko przewodniczącej PSD.
W czerwcu 2006 została po raz pierwszy deputowaną do Wielkiej Rady Generalnej, odnawiając mandat parlamentarny w kolejnych wyborach w 2008. Objęła funkcję przewodniczącej parlamentarnej Komisji Spraw Konstytucyjnych i Instytucjonalnych oraz weszła w skład krajowej delegacji do Unii Międzyparlamentarnej.
17 września 2012 została wybrana przez Wielką Radę Generalną na stanowisko kapitana regenta San Marino, które objęła 1 października 2012 razem z Teodoro Lonferninim na sześciomiesięczną kadencję. 1 kwietnia 2025 ponownie objęła urząd kapitana regenta (razem z Italo Righim).
Denise Bronzetti jest zamężna, ma dwoje dzieci.